# Nationale Krankenversicherung (Japan)
Die Nationale Krankenversicherung bzw. Volkskrankenversicherung (jap. 国民健康保険, Kokumin Kenkō Hoken, kurz: 国保, Kokuho; engl. National Health Insurance, kurz NHI) ist neben den Arbeitnehmerkrankenversicherungen (seikan hoken und kumiai hoken) das zweite Standbein des japanischen Krankenversicherungssystems.
Es entspricht in Deutschland der gesetzlichen Pflichtversicherung einschließlich gesetzlicher Pflegepflichtversicherung und gilt grundsätzlich innerhalb Japans. Die Versicherungsbeiträge werden als Versicherungssteuern erhoben. Für im Ausland anfallende Kosten medizinischer Versorgung muss der Versicherungsnehmer zuerst in Vorkasse treten, kann allerdings die Rechnungsbelege später zur Rückerstattung einreichen. Dies entspricht dem Rückerstattungssystem der privaten Krankenversicherung innerhalb Deutschlands.
Organisiert wird die Krankenversicherung hauptsächlich von den Gemeinden.